# متسلسلة ماكلورين
إذا كانت{\displaystyle x_{0}=0\,} في متسلسلة تايلور، يمكن الحصول على متسلسلة أبسط للنشر بقرب الصفر وهي متسلسلة ماكلورين. سميت السلسلة على اسم عالم الرياضيات الإسكتلندي كولين ماكلورين.

## تعريف
إذا كانت الدالة الرياضية {\displaystyle f(x)} قابلة للاشتقاق {\displaystyle n} مرة في النقطة {\displaystyle {x}_{0}\!} فإنه يمكن كتابتها كما يلي:
{\displaystyle f(x)=\sum _{k=0}^{n}{\frac {f^{k}(x_{0})}{k!}}(x-x_{0})^{k}+R_{n}(x)\!}
إذا عوضت {\displaystyle n} بلانهاية فإنه يُحصل على متسلسلة لا منتهية هي بذاتها الدالة {\displaystyle f} أي أن الجزء {\displaystyle R_{n}(x)\!} يصير صفرا والمتسلسلة تساوي الدالة في كل النقاط {\displaystyle x}:
{\displaystyle f(x)=\sum _{k=0}^{\infty }{\frac {f^{k}(x_{0})}{k!}}(x-x_{0})^{k}}
أو
{\displaystyle f(x)=f(x_{0})+{\frac {f'(x_{0})}{1!}}(x-x_{0})+{\frac {f''(x_{0})}{2!}}(x-x_{0})^{2}+\cdots }
إذا كانت {\displaystyle x_{0}=0\,} في هذه المتسلسلة يمكن الحصول على متسلسلة أبسط للنشر بقرب الصفر وهي متسلسلة ماكلورين:
{\displaystyle f(x)=f(0)+{\frac {f'(0)}{1!}}(x)+{\frac {f''(0)}{2!}}(x)^{2}+{\frac {f^{(3)}(0)}{3!}}(x)^{3}+\cdots }

## أمثلة
{\displaystyle e^{x}=1+{\frac {x}{1!}}+{\frac {x^{2}}{2!}}+\dots }
{\displaystyle \sin(x)=x-{\frac {x^{3}}{3!}}+{\frac {x^{5}}{5!}}-\dots }
{\displaystyle \cos(x)=1-{\frac {x^{2}}{2!}}+{\frac {x^{4}}{4!}}-\dots }
{\displaystyle \ln(x+1)=\sum _{n=1}^{\infty }{\frac {(-1)^{n-1}}{n}}x^{n}=x-{\frac {x^{2}}{2}}+{\frac {x^{3}}{3}}-{\frac {x^{4}}{4}}+\cdots .}
{\displaystyle {\cosh x=\sum \limits _{n=0}^{\infty }{\frac {x^{2n}}{\left({2n}\right)!}}}={1+{\frac {x^{2}}{2!}}+{\frac {x^{4}}{4!}}}+{{\frac {x^{6}}{6!}}+\ldots }}
{\displaystyle {\sinh x=\sum \limits _{n=0}^{\infty }{\frac {x^{2n+1}}{\left({2n+1}\right)!}}}={x+{\frac {x^{3}}{3!}}}+{\frac {x^{5}}{5!}}+{{\frac {x^{7}}{7!}}+\ldots }}

## وصلات داخلية
- متسلسلة تايلور
- متسلسلة (رياضيات)
- كولين ماكلورين